# Mykola Sawolajnen
Mykola Mykolajowytsch Sawolajnen (ukrainisch Микола Миколайович Саволайнен, engl. Transkription Mykola Savolaynen; * 25. März 1980 in Kiew, USSR, Sowjetunion) ist ein ehemaliger ukrainischer Leichtathlet, der sich auf den Dreisprung spezialisiert hat. Seinen größten Erfolg feierte er mit dem Gewinn der Silbermedaille bei den Halleneuropameisterschaften 2005 in Madrid.

## Sportliche Laufbahn
Erste internationale Erfahrungen sammelte Mykola Sawolajnen vermutlich im Jahr 2001, als er bei den U23-Europameisterschaften in Amsterdam mit einer Weite von 15,83 m in der Qualifikationsrunde ausschied. Im Jahr darauf belegte er bei den Europameisterschaften in München mit 16,55 m den zehnten Platz und 2003 belegte er bei der Sommer-Universiade in Daegu mit 16,60 m den sechsten Platz. Im Jahr darauf gelangte er bei den Hallenweltmeisterschaften in Budapest mit 16,95 m auf den sechsten Platz und im Sommer schied er bei den Olympischen Sommerspielen in Athen mit 16,56 m in der Vorrunde aus. 2005 gewann er bei den Halleneuropameisterschaften in Madrid mit 17,01 m die Silbermedaille hinter dem Russen Igor Spassowchodski und im August verpasste er bei den Weltmeisterschaften in Helsinki mit 16,35 m den Finaleinzug. Anschließend gewann er bei den Studentenweltspielen in Izmir mit 16,67 m die Bronzemedaille hinter dem Russen Alexander Sergejew und Steven Shalders aus dem Vereinigten Königreich. Im Jahr darauf belegte er bei den Europameisterschaften in Göteborg mit 16,84 m den achten Platz und 2007 gelangte er bei den Halleneuropameisterschaften in Birmingham mit 16,98 m auf Rang vier. Im Sommer schied er bei den Weltmeisterschaften in Osaka mit 16,58 m in der Qualifikationsrunde aus und daraufhin siegte er mit 16,93 m bei den Militärweltspielen in Hyderabad. 2008 nahm er erneut an den Olympischen Sommerspielen in Peking teil und verpasste dort mit 17,00 m den Finaleinzug. Im Jahr darauf schied er bei den Weltmeisterschaften in Berlin mit 16,72 m in der Vorrunde aus und 2013 beendete er dann seine aktive sportliche Karriere im Alter von 33 Jahren.
In den Jahren 2002, 2003 und 2006 sowie 2007, 2009 und 2012 wurde Sawolajnen ukrainischer Meister im Dreisprung im Freien sowie 2004, 2005 und 2007 in der Halle.